# Gudia
Gudja (forma estesa in maltese Il-Gudja; in italiano storico Gudia o Casal Gudia) è un comune maltese con una popolazione di circa 3 000 abitanti. È situata sulla piccola collina a sud di La Valletta, in vista dell'aeroporto di Malta.

## Stemma
Sullo stemma di Gudia è riportato il motto "Pluribus Parens", che in latino significa "Madre di molti figli"; questi "figli" sono le località di Safi, Kirkop, Luqa, Mqabba, Tarxien e il villaggio di Farrugia (Hal Farrug), che in passato facevano tutti parte della parrocchia di Gudia.

## Luoghi d'interesse
La chiesa parrocchiale è dedicata all'Assunzione di Maria ed è l'unica sull'isola che abbia tre torri campanarie. La più notevole è la William Baker Tower, costruita nel 1880 dall'omonimo architetto inglese.
All'interno la chiesa offre alcune opere degne di nota: il dipinto Assunzione della Vergine venne realizzato dal pittore italiano Pietro Gagliardi nel 1887. Un altro interessante dipinto è La morte di San Giuseppe dell'italiano Domenico Bruschi, realizzato nel 1894. La statua più importante della chiesa è quella lignea del 1807, opera del maltese Vincenzo Dimech.
Durante l'occupazione francese si dice che lo stesso Napoleone Bonaparte visse nel Palazzo Bettina.

### Architetture religiose
Chiesa dell'Assunzione della Vergine Maria
Cappella di Santa Maria